# Demelius semirugosus
Demelius semirugosus is een keversoort uit de familie boktorren (Cerambycidae). De wetenschappelijke naam van de soort werd in 1874, tegelijk met die van het geslacht, gepubliceerd door Charles Owen Waterhouse.